# Holoaerenica apleta
Holoaerenica apleta là một loài bọ cánh cứng trong họ Cerambycidae.